# Оксино (Вологодская область)
О́ксино — деревня в Кирилловском районе Вологодской области.
Входит в состав Талицкого сельского поселения, с точки зрения административно-территориального деления — в Колкачский сельсовет.
Расстояние до районного центра Кириллова по автодороге — 59,3 км, до центра муниципального образования Талиц по прямой — 11 км. Ближайшие населённые пункты — Лысцево, Кукманино, Денисово, Починок, Гора, Попково.
По данным переписи в 2002 году постоянного населения не было.